# Герб Щолкіного
Герб Щолкіного затверджений 20 листопада 2008 року рішенням Щолкінської міської ради.

## Опис герба
У синьому полі золоте сонце, внизу обабіч якого стрибають назустріч два срібні дельфіни; у червоному пониженому увігнутому вістрі, облямованому сріблом, срібна куля з трьома овальними орбітами.

## Зміст герба
Щолкіне виникло як місто для працівників Кримської АЕС, на що вказує символ атома. Сонце та дельфіни означають курортну функцію.